# Гумилевский, Сергей Львович
Сергей Львович Гумилевский (род. 29 марта 1963, Минск) — белорусский и советский скульптор. Лауреат Премии Союзного государства (2010).

## Биография
Сын известного скульптора Льва Гумилевского (род. 1930).
В 1987 году окончил Белорусский государственный театрально-художественный институт. С 1994 по 1997 год проходил практику в творческих академических мастерских: учился у Леонида Давиденко, отца — Льва Гумилевского, Анатолия Артимовича, Михаила Савицкого.
В 1990 году принят в Белорусский союз художников.
Более 25 лет трудился в соавторстве с отцом Львом Николаевичем, принимал участие в выставках.

## Известные работы
- памятник Кириллу Туровскому в Гомеле,
- памятник Янке Купале в Москве,
- памятник Францишеку Богушевичу в Сморгони
- надгробие Максима Богдановича на Старом кладбище в Ялте
- памятник Станиславу Монюшко и Винценту Дунину-Марцинкевичу в Минске и др.

## Галерея

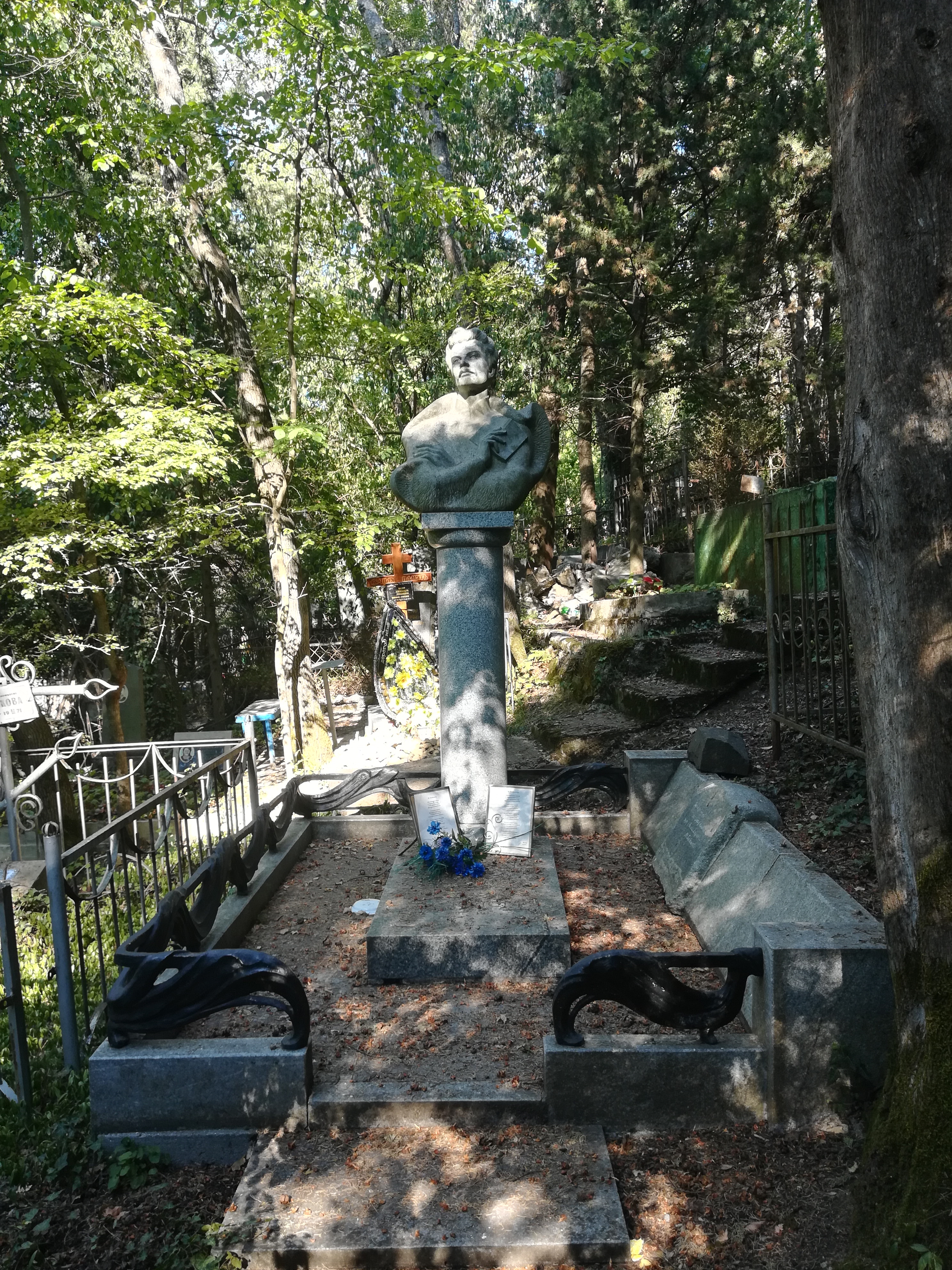
Надгробие М. Богдановича. Ялта
Памятник Янке Купале в Москве

## Награды и премии
- Премия Союзного государства в области литературы и искусства за 2009—2010 годы (10 декабря 2009 года) — за произведения литературы и искусства, вносящие большой вклад в укрепление отношений братства, дружбы и сотрудничества между государствами-участниками Союзного государства[4].